# Похищение невест в Казахстане
Похищение невесты (каз. қыз алып қашу — «похищение девушки») — один из казахских свадебных обрядов. Практика насильственной женитьбы на территории современного Казахстана появилась в древние времена и продолжает существовать по сей день, хотя в советский период это явление считалось исчезнувшим. Помимо реального похищения, существует практика имитации «похищения» по обоюдному согласию сторон.

## История

### В прошлом
Древний обычай похищения невесты для заключения брака относится ко времени становления патриархата. К похищению невесты в Средней Азии и Казахстане прибегали крайне редко. Обычно это случалось, если родители не давали согласия на брак или когда они слишком тянули с проведением свадьбы. Господствующей формой брака среди казахов была женитьба со сватовством (кудалык) и последующим «выкупом» невесты за калым. В обычном праве у казахов существовало несколько видов похищения невесты с различным отношением к ним. Если жених похищал уже засватанную невесту (юноша и девушка договаривались о «похищении» заранее), отец которой нарушил условия сватовства, то это не считалось тяжким преступлением. Похищение же чужой засватанной невесты являлось тяжким преступлением.

### В Казахской ССР
Согласно официальным советским источникам, в Казахской ССР обычай похищения невесты был искоренён. Но на самом деле этот обычай никуда не исчез, а трансформировался в согласованный «побег» девушки из дома, выглядящий как «похищение». Случаи несогласованных похищений и насильственной женитьбы вновь появились в поздний советский период и постсоветские годы.

### В современном Казахстане
По оценкам организаций по защите прав женщин, ежегодно в Казахстане совершаются до 5 тыс. похищений невест, но официальной статистики, учитывающей такие случаи, нет. Член Национальной комиссии по делам женщин и семейно-демографической политике при Президенте РК Назым Жангазинова сообщила, что в 2019—2023 годах было заведено 214 уголовных дел, связанных с похищением невест. Для искоренения этого обычая не планируется включение в Уголовный кодекс специальной статьи для похитителей невест, ибо это возможно в рамках уже действующего законодательства, в котором предусмотрено наказание за похищение человека. Но это только в том случае, если похищенная девушка захочет обратиться в правоохранительные органы, ведь многие из них смиряются с такой судьбой. Этому способствует то, что некоторые родители не хотят принимать обратно похищенных дочерей.
В похищении обычно участвуют подруги и знакомые ничего не подозревающей «невесты», которые выводят её в безлюдное место, а дальше «жених» насильно сажает её в автомобиль и отвозит в свой дом. По приезде на «невесту» надевается платок, накрывается праздничный стол, молодые женщины начинают хвалить жениха, а его тётушки и бабушки принимаются уговаривать девушку согласиться на заключение брака. Чтобы удержать «невесту» в доме, бабушка жениха может даже лечь у порога, ибо у казахов считается греховным переступать через человека, особенно такого пожилого. Похищенная девушка должна обладать недюжинным мужеством, чтобы выстоять против всего этого и не согласиться на такую участь.
Помимо «реального» похищения без согласия девушки и её родителей, в современном Казахстане широко распространена «имитация» похищения невесты по обоюдному согласию, когда материальное положение жениха не позволяет провести полноценную свадьбу. После такого «умыкания» невесты торжества проводятся только в доме родителей жениха, в чём прослеживается тенденция к сокращению и удешевлению громоздких свадебных обрядов.
Уголовный кодекс Республики Казахстан (статья 125) за похищение человека предусматривает наказание в виде лишения свободы от 4 до 7 лет. Если похищение было совершено группой лиц по предварительному сговору; неоднократно; с применением насилия, опасного для жизни или здоровья; с применением оружия или предметов, используемых в качестве оружия; в отношении заведомо несовершеннолетнего; в отношении женщины, заведомо для виновного находящейся в состоянии беременности; в отношении двух или более лиц; из корыстных побуждений, то за это предусмотрено от 7 до 12 лет лишения свободы с конфискацией имущества или без неё. Если же преступление было совершено преступной группой, или совершено с целью эксплуатации похищенного, или повлекло смерть потерпевшего по неосторожности или иные тяжкие последствия, то оно наказывается лишением свободы на срок от 10 до 15 лет с конфискацией имущества или без таковой. Добровольно отпустившие похищенного человека освобождаются от уголовной ответственности, если в его действиях нет состава другого преступления.
Депутат Мажилиса Парламента Мурат Абенов выступили с предложением об ужесточении наказания за похищение человека с целью принуждения к браку. В качестве доказательной базы депутат привел статистику частоты подобных случаев в Туркестанской области, в которой за последние 8 месяцев под предлогом традиции алып қашу было похищено 18 девушек. 